# Сосновка (Орловская область)
Сосновка — село в Ливенском районе Орловской области России.
Административный центр Сосновского сельского поселения в рамках организации местного самоуправления и центр Сосновского сельсовета в рамках административно-территориального устройства.

## История
Село Сосновка под первоначальными названиями Святино или Святицкое впервые было обозначено в писцовой книге 1615 года как место расположения трёх деревень под Святицким лесом. К 1678 году эти деревни слились в одну:245.
Предположительно в 1930-е годы Святицкое было переименовано в Сталино.
В 1962 году указом Президиума Верховного Совета РСФСР село Сталино переименовано в село Сосновка.

## Население
| 2002 | 2010 |
| ---- | ---- |
| 358  | →358 |

Согласно результатам переписи 2002 года, в национальной структуре населения русские составляли 92 % от жителей.